# Çağdaş Atan
Çağdaş Atan [ˈtʃaːdaʃ ˈatan] (* 29. Februar 1980 in Izmir) ist ein türkischer Fußballtrainer und ehemaliger -spieler. Er trainiert seit der Saison 2022/23 den türkischen Erstligisten Kayserispor. 

## Karriere

### Verein
Çağdaş Atan begann seine Profikarriere 2000 bei Marmarisspor. Es folgten Stationen bei Altay Izmir und Denizlispor. 2004 wechselte der Abwehrspieler zu Beşiktaş Istanbul. Im selben Jahr feierte Atan sein internationales Debüt in der 1. Runde des UEFA-Pokals 2004/05 in der Startelf, beim Auswärtsspiel gegen FK Bodø/Glimt. In der Süper Lig 2004/05 spielte Atan 20 Mal. Genauso oft stand er in der folgenden Süper-Lig-Saison auf dem Platz, im UEFA-Pokal kam er zu fünf Einsätzen.
Von 2006 bis 2008 spielte der Innenverteidiger für Trabzonspor. Atan wechselte zur Saison 2008/09 ablösefrei zu Energie Cottbus. Am 24. Juni 2009 unterschrieb er beim FC Basel einen Zweijahresvertrag.
In der Saison 2010/11 wurde Çağdaş Atan mit dem FC Basel zum zweiten Mal Schweizer Meister. Nach Ablauf dieser Saison verzichtete der FC Basel auf eine Vertragsverlängerung.
Am 18. August 2011 wurde bekannt, dass sich Çağdaş Atan dem türkischen Verein Mersin İdman Yurdu anschlossen hat, der in der vergangenen Saison in die Süper Lig aufgestiegen war.
Bereits nach einer Saison bei Mersin İY verließ er diesen Verein und wechselte innerhalb der Liga zum Aufsteiger Akhisar Belediyespor.
Nachdem er im Sommer mit seinem Verein keine Einigung für eine Vertragsverlängerung finden konnte, wechselte Atan zum Zweitligisten Gaziantep Büyükşehir Belediyespor. Bereits zur nächsten Rückrunde verließ er Gaziantep BB und heuerte stattdessen beim Ligarivalen Manisaspor an.
Im Anschluss an die Saison 2014/15 beendete er seine Karriere.

### Nationalmannschaft
Çağdaş Atan spielte zweimal für die türkische Nationalmannschaft. Bei seinem Debüt am 18. Februar 2004 im Freundschaftsspiel gegen Dänemark wechselte ihn Trainer Şenol Güneş in der 74. Minute ein. Bei seinem zweiten Länderspieleinsatz am 31. März 2004 gegen Kroatien wurde Atan von Interimstrainer Ünal Karaman zur zweiten Halbzeit eingewechselt. In der 78. Minute gelang ihm ein Treffer.

## Titel und Erfolge
Mit Altay Izmir
- Meister der TFF 1. Lig und Aufstieg in die Süper Lig: 2001/02

Mit Beşiktaş Istanbul
- Türkischer Pokalsieger: 2005/06

Mit dem FC Basel
- Schweizer Meister: 2011
- Schweizer Meister: 2010
- Schweizer Cupsieger: 2010